# سم گلدل
سم گلدل (انگلیسی: Sam Gleadle؛ زادهٔ ۲۰ مارس ۱۹۹۶) بازیکن فوتبال اهل بریتانیا است.
از باشگاه‌هایی که در آن بازی کرده‌است می‌توان به رئال سالت لیک اشاره کرد.